# Geranium tuberosum
Geranium tuberosum är en näveväxtart som beskrevs av Carl von Linné. Geranium tuberosum ingår i släktet nävor, och familjen näveväxter. Inga underarter finns listade i Catalogue of Life.